# 朱睦楮
益阳康定王朱睦楮（1491年—1546年3月6日），明朝周国荣悼世子追封周悼王朱安㶇的庶出第五子。
弘治十四年（1501年）七月赐名。初封镇国将军。后来朱安㶇被追封为周悼王，朱睦楮的兄长周恭王朱睦㰂奏称朱安㶇作为世子去世，既然已经追封为王，朱睦楮等人也应该按追封晋靖王朱奇源之子的例子，作为王子加封为郡王。正德三年（1508年）十一月，明武宗加封朱睦楮等为郡王。正德六年（1511年）五月，武宗御奉天殿，传圣旨遣建平伯高霳、彭城伯張欽、宣城伯衛璋、武平伯陳熹、陽武侯薛倫、長寧伯周瑭、大理寺右寺丞吳世忠、定西侯蔣壑、安鄉伯張坤為正使，中書舍人黃堂、兵科給事中吳玉榮、兵部員外郎侯宜正、中書舍人牛綱、翰林院檢討穆孔暉、中書舍人李繼先、禮部員外郎宋冕、鴻臚寺左寺丞翟宗仁、中書舍人胡頤為副使，持节册封朱睦楮为益阳王（与辽藩益阳王并存）。
嘉靖二十年（1541年）五月，朱睦桎侄孙周庄王朱朝堈奏本府的叔祖父应城王朱睦桎、朱睦楮、南陵王朱睦楧、叔父华亭王朱勤熂、宝坻王朱勤炬、商城王朱勤烒、修武王朱勤烶、安吉王朱勤𤊹都是首封郡王，按例岁禄二千石，但实际上只有千石，请求增加。伊王朱訏淳也为自己的儿子万安王朱典櫍提出同样请求。户部商议，世宗认为受封在成例之前的不准，仅同意增加安吉王的岁禄。
嘉靖二十五年（1546年）二月，朱睦楮去世，按制度赐祭葬。二十七年（1548年）十二月，其庶长子已故鎮國將軍朱勤煜的嫡三子朱朝袭封。